# Manuel Bermúdez de Castro y Díez
Manuel Bermúdez de Castro y Díez (Cadis, 10 de juny de 1811 - Madrid, 11 de març de 1870) va ser un economista i polític espanyol, ministre durant el regnat d'Isabel II d'Espanya.

## Biografia
Era fill de José Bermúdez de Castro Blasco. En 1848 fou nomenat comanador de l'Orde de la Immaculada Concepció de Vila Viçosa. Es casà el 21 de juliol de 1860 amb María de la Encarnación O'Lawlor Caballero, i foren pares del futur polític i també ministre Salvador Bermúdez de Castro y O'Lawlor.
Fou elegit diputat per Jerez de la Frontera en 1846, 1850, 1851 i 1853.
Fou nomenat ministre d'Hisenda en el govern de Francisco Lersundi (abril-juny de 1853), i va ser bandejat per les seves diferències amb el comte de San Luis. Va prendre part en el cop contrarevolucionari de 1856. Presideix més tard els ministeris de Governació en el gabinet Armero (1857-1858), i d'Estat a l'últim govern presidit per Leopoldo O'Donnell de la Unió Liberal (1865-1866).